# Donald Pleasence
Donald Henry Pleasence, född 5 oktober 1919 i Worksop i Nottinghamshire, död 2 februari 1995 i Saint-Paul-de-Vence i Alpes-Maritimes, var en brittisk skådespelare. Han är kanske mest känd för rollerna som Lt. Colin Blyte i Den stora flykten, Ernst Stavro Blofeld i Man lever bara två gånger samt Dr. Sam Loomis i Alla helgons blodiga natt-serien.

## Biografi
Donald Pleasence scendebuterade 1939. Tre år senare slöt han sig till Royal Air Force och blev senare krigsfånge under andra världskriget, något han senare gestaltade i filmen Den stora flykten och Flykten från New York.
Hans filmdebut kom 1954. Under 1950-talet medverkade han mest i b-filmer och tv-serier. Det stora genombrottet kom under 1960-talet då han medverkade i storfilmer som Den stora flykten, Mannen från Nasaret, Generalernas natt och i rollen som Bondskurken Ernst Stavro Blofeld i Man lever bara två gånger där han ersatte Jan Werich. Under 1970-talet medverkade han i bland annat i filmer som THX 1138, Örnen har landat, På västfronten intet nytt samt som hjälten Dr. Sam Loomis i John Carpenters rysare Alla helgons blodiga natt. En roll som han senare gestaltade i fyra uppföljare. Under 1980- och 1990-talen medverkade han även i ett stort antal italienska filmer. Under inspelningen av Alla helgons blodiga natt blev han god vän med John Carpenter och medverkade senare i hans film Mörkrets Furste och Flykten från New York. Han skulle även medverkat i The Thing men var tvungen att tacka nej på grund av andra åtaganden. Hans två kännetecken är de blekblåa ögonen samt hans speciella röst. Pleasence adlades 1994 och blev Sir Donald Pleasence. Han avled året därpå i komplikationer efter en hjärtoperation.

## Filmografi (urval)

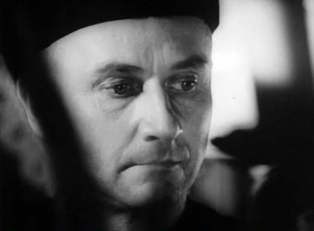
Donald Pleasence i Det djävulska ögat från 1967.

- 1956–1958 – Robin Hoods äventyr (TV-serie)
- 1956 – 1984
- 1957 – Manuela - farlig kvinna
- 1958 – I giljotinens skugga
- 1958 – Spion i högkvarteret
- 1959 – Halsduken (TV-serie)
- 1959 – Se dig om i vrede
- 1960 – Söner och älskare
- 1963 – Den stora flykten
- 1963 – The Outer Limits
- 1965 – Mannen från Nasaret
- 1966 – Djävulsk gisslan
- 1966 – Den fantastiska resan
- 1967 – Det djävulska ögat
- 1967 – Generalernas natt
- 1967 – Man lever bara två gånger
- 1970 – Soldier Blue
- 1970 – Death Line
- 1971 – THX 1138
- 1972 – Råttfångaren från Hameln
- 1973 – Columbo, avsnitt Any Old Port in a Storm (gästroll i TV-serie)
- 1974 – Den svarta väderkvarnen
- 1975 – Den äventyrliga flykten
- 1975 – Greven av Monte Cristo
- 1976 – Örnen har landat
- 1976 – Den siste magnaten
- 1977 – Jesus från Nasaret (TV)
- 1977 – Telefon
- 1978 – Sgt. Pepper's Lonely Hearts Club Band
- 1978 – Alla helgons blodiga natt
- 1978–1979 – Kampen om Colorado (TV-serie)
- 1979 – På västfronten intet nytt
- 1979 – Greve Dracula
- 1980 – The Pumaman
- 1981 – Flykten från New York
- 1981 – Alla helgons blodiga natt 2
- 1983 – The Devonsville Terror
- 1985 – Phenomena
- 1985 – De korsikanska bröderna (TV-film)
- 1987 – Mörkrets furste
- 1988 – Halloween 4: Återkomsten
- 1988 – Nosferatu a Venezia
- 1989 – Så var det ingen kvar
- 1989 – Dödens flod
- 1989 – Halloween 5: Förbannelsen
- 1995 – Alla helgons blodiga natt 6

## Utmärkelser
- Officer av Brittiska imperieorden,  1994

[Redigera Wikidata]